# Made Out of Babies
Made Out of Babies est un groupe de rock américain formé en 2004 et dissous en 2012.

## Biographie
La formation, originaire de New York, de Brooklyn plus précisément, tire entre le noise rock à la Jesus Lizard et le post-metal à la Isis. Le groupe a connu un rapide succès sur la scène post-rock à la suite de la sortie de son premier album, Trophy. Le groupe sort ses deux premiers albums sur Neurot Recordings et est ensuite signé sur The End Records. Il côtoie sur scène des groupes reconnus du milieu comme Isis, Neurosis et Red Sparowes. La chanteuse, Julie Christmas, est également membre de Battle of Mice.
Au début de 2008, The End Records annonce la sortie de leur album The Ruiner le 24 juin en Amérique du Nord. L'album est cité par la presse spécialisée.
Julie Christmas annonce la fin du groupe sur sa page Facebook, le 13 mars 2012.

## Membres

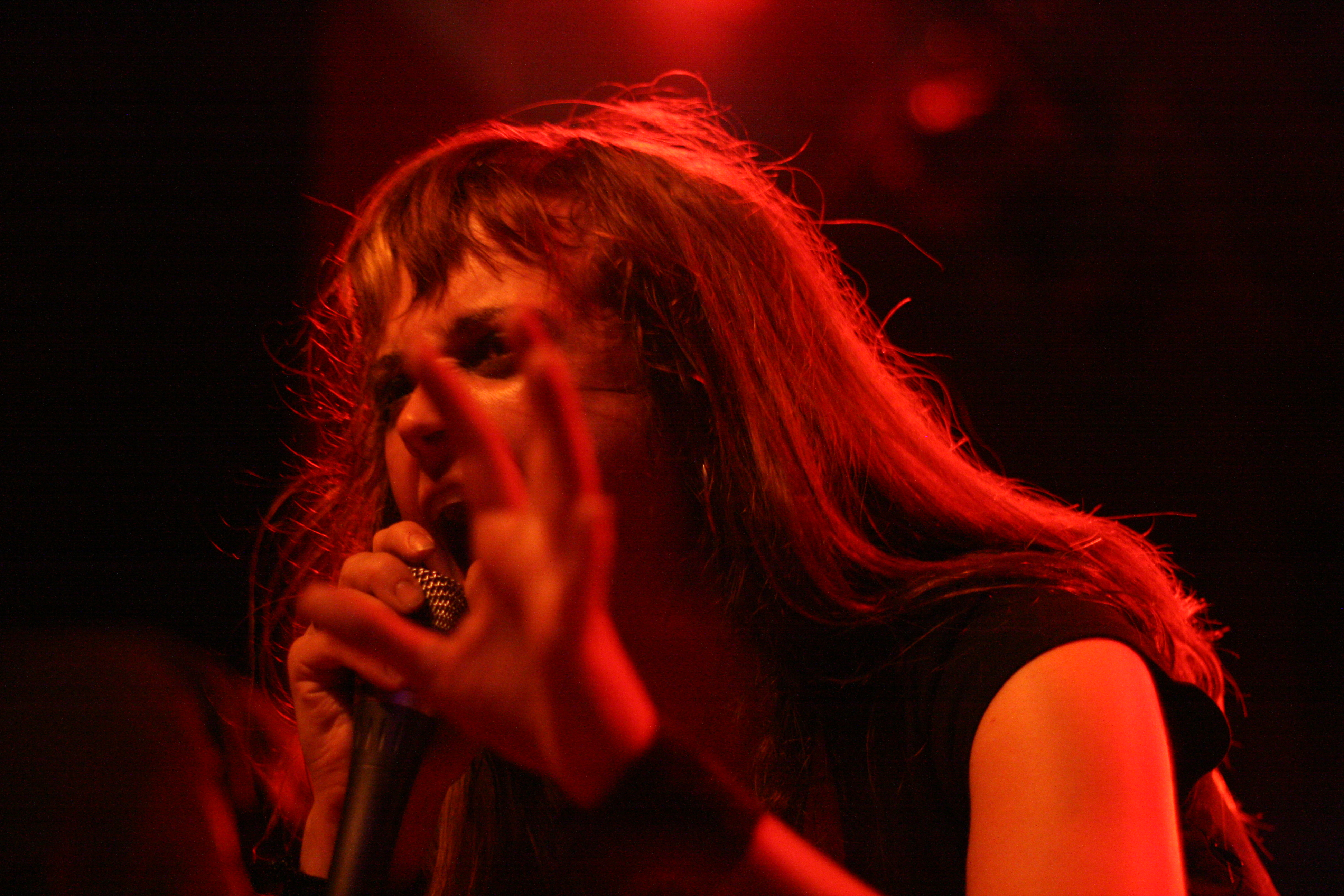
Julie Christmas avec Made Out of Babies en 2008.

- Matthew Egan - batterie
- Bunny - guitare
- Julie Christmas - chant
- Cooper - basse

## Discographie

### Albums studio
- 2005 : Trophy (Neurot Recordings)
- 2006 : Coward (Neurot Recordings, produit par Steve Albini)
- 2008 : The Ruiner (The End Records)

### EP
- 2006 : Triad (split EP avec Red Sparowes et Battle of Mice) (Neurot Recordings)

### Compilations
- 2005 : We Reach: The Music of the Melvins (morceau: Bar X and The Rocking M) (Fractured Transmitter Recording)
- 2010 : NYC Sucks, Volume 1 (compilation des groupes de New York par MetalSucks.net)